# Statistische Gliederung von Nürnberg

Kleines Wappen der Stadt Nürnberg
Großes Wappen der Stadt Nürnberg

Die statistische Gliederung von Nürnberg ist eine mehrstufige und hierarchische Einteilung des Stadtgebiets, die
sich an erkennbaren Grenzen wie Straßen, Plätzen, Bahnlinien oder Gewässern orientiert. Damit ist sie unabhängig von den durch die Eingemeindungen historisch gewachsenen Stadtteilnamen und Gemarkungsgrenzen. Diese Gebietsgliederung wurde am 18. Dezember 1968 vom Stadtrat beschlossen und zuletzt am 7. Mai 1997 geändert. Die 10 statistischen Stadtteile werden in 87 statistische Bezirke und diese in insgesamt 316 Distrikte eingeteilt. Jeder Distrikt ist kleinräumig in „Blöcke“ und diese wiederum in „Blockseiten“ unterteilt.

## Übersicht
Die Kleinräumige Gliederung der Stadt Nürnberg sieht im Einzelnen wie folgt aus: zehn Statistische Stadtteile umfassen 87 Statistische Bezirke, diese wiederum 316 Distrikte, die noch weiter in 3.755 Blöcke aufgeteilt sind. Letztere sind nochmals in 16.848 Blockseiten, also die Seite eines Blockes an einem Straßenabschnitt, unterteilt.
1995 wurden für Bezirksbürgerbegehren sieben Stadtbezirke eingerichtet. Da Bezirksbürgerbegehren nie durchgeführt wurden, blieben sie jedoch funktionslos.
In der folgenden Übersicht werden die zehn Statistischen Stadtteile mit zugehörigen Statistischen Bezirken jeweils mit deren amtlicher Nummer aufgelistet. Die Namen der Statistischen Bezirke dienen lediglich der besseren Unterscheidung und wurden vom Stadtrat nicht festgelegt.

## Kleinräumige Gliederung
Die kleinräumige Gliederung – von Stadtteilen bis hinab zu Blockseiten, der kleinsten Agglomerationseinheit – spiegelt sich wider in der hierarchischen Nummerierung. Jede Blockseite hat eine 7-stellige Schlüsselnummer, die die Nummern der übergeordneten Gebietseinheiten enthält.
Stelle 1:    Stadtteil
Stelle 1–2: Statistischer Bezirk
Stelle 1–3: Distrikt
Stelle 1–6: Block
Stelle 1–7: Blockseite

### Beispiel
Ein Beispiel zur Veranschaulichung:
| Statistische Einheit    | Ziffernfolge        | Bezeichnung                    |
| ----------------------- | ------------------- | ------------------------------ |
| Statistischer Stadtteil | 0                   | Altstadt und engere Innenstadt |
| Statistischer Bezirk    | 01                  | St. Lorenz                     |
| Distrikt                | 010                 |                                |
| Block                   | 010100              |                                |
| Blockseiten             | 0101001 bis 0101004 |                                |
Der Block 010100 im Beispiel umfasst:
- Königsstraße 12–20
- Karolinenstraße 2–30
- Adlerstraße 5–23
- Ebracher Gäßchen

## Geschichte
Seit 1909 veröffentlicht die Stadt Nürnberg jährlich statistische Jahrbücher. Diese basieren auf einer statistischen Gliederung, die sich wiederholt änderte. In den letzten Jahren des Zweiten Weltkriegs ab 1941 und in der Nachkriegszeit bis 1963  erschienen keine statistischen Jahrbücher.
Im ersten Jahrgang von 1909 wurde einerseits zwischen Sebalder Seite (nördlich der Pegnitz) und Lorenzer Seite (südlich der Pegnitz) und anderseits zwischen den Gebieten Innenstadt, Burgfrieden und einzelliegende Vororte unterschieden. Aus den Kombinationen wurden sechs Stadtteile abgeleitet.
Neben der Aufteilung in Stadtteile von 1909 benutzt das Jahrbuch von 1915 zusätzlich 31 Statistische Bezirke, die auch nach Sebalder und Lorenzer Seite unterschieden werden.
1925 wurden die statistischen Bezirke auf 11 größere Bezirke reduziert. Die Anzahl erhöhte sich bis 1940 auf 12.
Nach dem Krieg wurde Nürnberg in 26 Stadtbezirke, 97 Statistische Stadtteile und 353 Statistische Stadtdistrikte neu aufgeteilt.
Am 18. Dezember 1968 beschloss der Nürnberger Stadtrat eine Neuordnung des Stadtgebiets. Die Gebietsreform in Bayern führte am 1. Juli 1972 zu einer deutlichen Erweiterung des Nürnberger Stadtgebiets. Auf das vergrößerte Stadtgebiet wurde die neue mehrstufige und hierarchische Einteilung angewandt, wobei jedes Strukturelement durch eine bis zu sechsstellige Zahl referenziert wird. Eine einstellige Zahl bezeichnet eines der zehn Stadtteile, die aus bis zu zehn Bezirken bestehen, welche durch eine zweistellige Zahl repräsentiert werden, wobei die erste Stelle den Stadtteil meint, in dem der Bezirk liegt. Dieses Schema setzt sich auf den nächsten Ebenen fort. Ein Bezirk enthält maximal zehn Distrikte, die aus bis zu maximal 100 Blöcken zu höchstens zehn Blockseiten bestehen. Dieses Prinzip besteht bis heute weiter. 1995 erhöhte sich die Blockzahl auf 1000 pro Distrikt. Damit wurden die Nummern für Blockseiten siebenstellig.
Das Gesetz zur Änderung der Gemeindeordnung vom 27. Dezember 1996 führte zu einem Stadtratsbeschluss am 7. Mai 1997, der eine Stadtbezirkssatzung zur Einteilung des Stadtgebietes in sieben Stadtbezirke, die nach den Himmelsrichtungen benannt waren, bewirkte. In den Folgejahren wurden diese Stadtbezirke, neben der statistischen Einteilung, in den statistischen Jahrbüchern erwähnt. Seit dem Jahrbuch 2001 entfallen die Stadtbezirke.

## Statistische Stadtteile mit zugehörigen Statistischen Bezirken

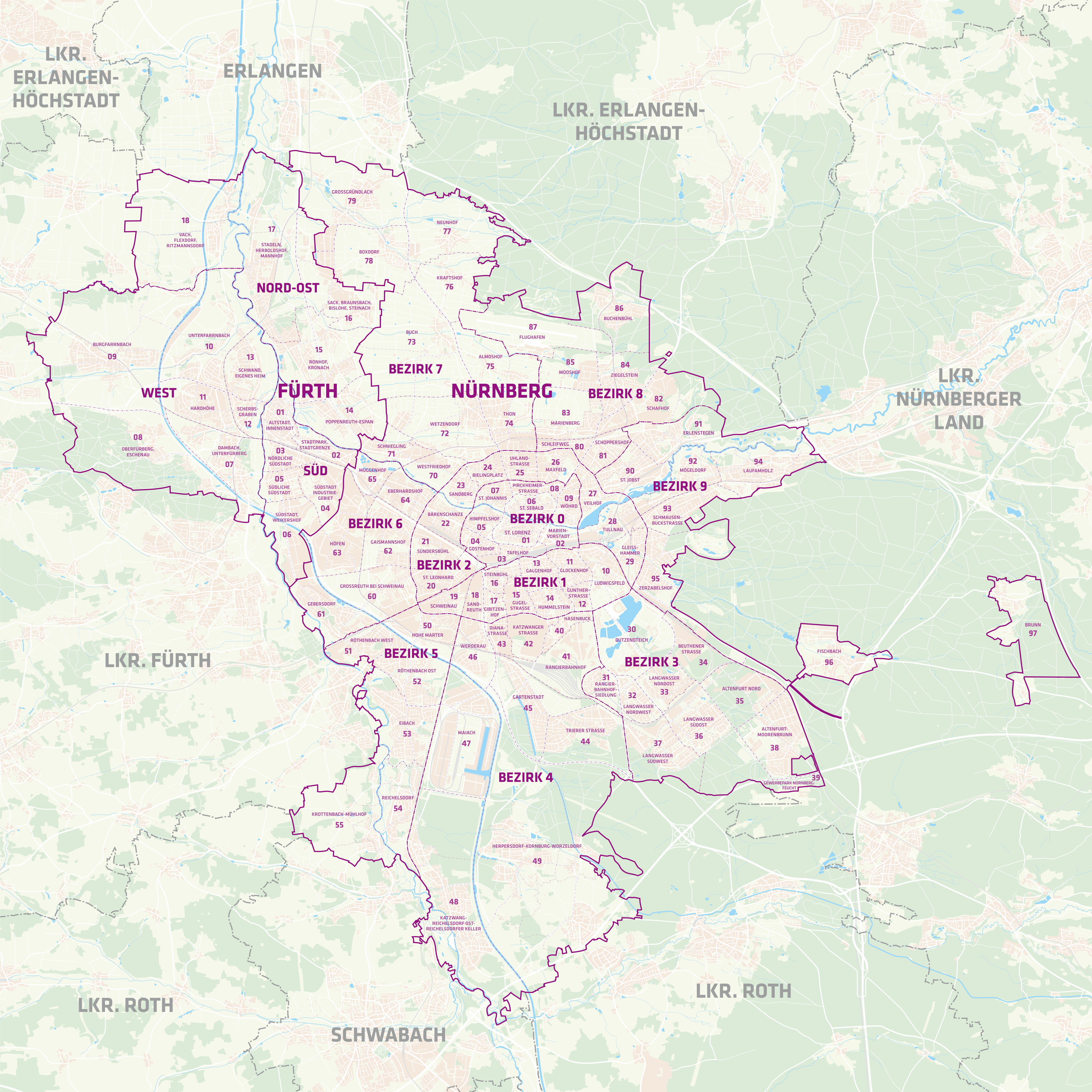
Statistische Gliederung von Nürnberg und Fürth

| Nr. | Name des statistischen Bezirks/Stadtteils                         | Fläche (ha) | Einwohner | Einwohner je km² | Quelle |
| 0   | Statistischer Stadtteil 0 Altstadt und engere Innenstadt          | 597,99      | 58.582    | 9.770            | [ 16 ] |
| --- | ----------------------------------------------------------------- | ----------- | --------- | ---------------- | ------ |
| 01  | Altstadt, St. Lorenz                                              | 86,7        | 5.057     | 5.833            | [ 17 ] |
| 02  | Marienvorstadt                                                    | 60,0        | 1.468     | 2.446            | [ 17 ] |
| 03  | Tafelhof                                                          | 64,7        | 1.268     | 1.960            | [ 17 ] |
| 04  | Gostenhof                                                         | 51,8        | 9.381     | 18.110           | [ 17 ] |
| 05  | Himpfelshof                                                       | 65,4        | 5.987     | 9.154            | [ 17 ] |
| 06  | Altstadt, St. Sebald                                              | 79,6        | 9.168     | 11.517           | [ 17 ] |
| 07  | St. Johannis                                                      | 59,4        | 8.198     | 13.801           | [ 17 ] |
| 08  | Pirckheimerstraße                                                 | 51,2        | 7.987     | 15.600           | [ 17 ] |
| 09  | Wöhrd                                                             | 79,1        | 10.068    | 12.728           | [ 17 ] |
| 1   | Statistischer Stadtteil 1 Weiterer Innenstadtgürtel Süd           | 724,35      | 97.190    | 13.417           | [ 16 ] |
| 10  | Ludwigsfeld                                                       | 145,9       | 11.376    | 7.797            | [ 17 ] |
| 11  | Glockenhof                                                        | 83,0        | 18.195    | 21.921           | [ 17 ] |
| 12  | Guntherstraße                                                     | 43,0        | 3.654     | 8.498            | [ 17 ] |
| 13  | Galgenhof                                                         | 84,8        | 19.787    | 23.334           | [ 17 ] |
| 14  | Hummelstein                                                       | 73,2        | 11.069    | 13.756           | [ 17 ] |
| 15  | Gugelstraße                                                       | 63,8        | 8.154     | 12.780           | [ 17 ] |
| 16  | Steinbühl                                                         | 55,7        | 13.656    | 24.517           | [ 17 ] |
| 17  | Gibitzenhof                                                       | 42,7        | 5.622     | 13.166           | [ 17 ] |
| 18  | Sandreuth                                                         | 57,7        | 460       | 797              | [ 17 ] |
| 19  | Schweinau                                                         | 74,5        | 5.217     | 7.003            | [ 17 ] |
| 2   | Statistischer Stadtteil 2 Weiterer Innenstadtgürtel West/Nord/Ost | 958,82      | 91.446    | 9.537            | [ 16 ] |
| 20  | St. Leonhard                                                      | 128,8       | 14.644    | 11.370           | [ 17 ] |
| 21  | Sündersbühl                                                       | 107,6       | 6.085     | 5.655            | [ 17 ] |
| 22  | Bärenschanze                                                      | 108,6       | 9.824     | 9.046            | [ 17 ] |
| 23  | Sandberg                                                          | 70,9        | 11.095    | 15.649           | [ 17 ] |
| 24  | Bielingplatz                                                      | 64,2        | 5.380     | 8.380            | [ 17 ] |
| 25  | Uhlandstraße                                                      | 70,7        | 11.657    | 16.488           | [ 17 ] |
| 26  | Maxfeld                                                           | 87,9        | 10.736    | 12.214           | [ 17 ] |
| 27  | Veilhof                                                           | 108,8       | 11.782    | 10.829           | [ 17 ] |
| 28  | Tullnau                                                           | 117,0       | 4.107     | 3.510            | [ 17 ] |
| 29  | Gleißhammer                                                       | 94,2        | 6.136     | 6.514            | [ 17 ] |
| 3   | Statistischer Stadtteil 3 Südöstliche Außenstadt                  | 2.042,10    | 48.379    | 2.369            | [ 16 ] |
| 30  | Dutzendteich                                                      | 356,1       | 1.014     | 285              | [ 17 ] |
| 31  | Rangierbahnhof-Siedlung                                           | 76,9        | 4.260     | 5.539            | [ 17 ] |
| 32  | Langwasser Nordwest                                               | 97,5        | 7.453     | 7.644            | [ 17 ] |
| 33  | Langwasser Nordost                                                | 125,0       | 6.884     | 5.507            | [ 17 ] |
| 34  | Beuthener Straße                                                  | 142,0       | 539       | 380              | [ 17 ] |
| 35  | Altenfurt Nord                                                    | 226,5       | 1.278     | 564              | [ 17 ] |
| 36  | Langwasser Südost                                                 | 405,7       | 10.343    | 2.549            | [ 17 ] |
| 37  | Langwasser Südwest                                                | 283,5       | 8.328     | 2.938            | [ 17 ] |
| 38  | Altenfurt, Moorenbrunn                                            | 272,9       | 8.199     | 3.004            | [ 17 ] |
| 39  | Gewerbepark Nürnberg-Feucht                                       | 56,1        | 81        | 144              | [ 17 ] |
| 4   | Statistischer Stadtteil 4 Südliche Außenstadt                     | 4.603,76    | 49.916    | 1.084            | [ 16 ] |
| 40  | Hasenbuck                                                         | 56,3        | 4.165     | 7.398            | [ 17 ] |
| 41  | Rangierbahnhof                                                    | 274,5       | 412       | 150              | [ 17 ] |
| 42  | Katzwanger Straße                                                 | 116,8       | 229       | 196              | [ 17 ] |
| 43  | Dianastraße                                                       | 49,2        | 2.450     | 4.980            | [ 17 ] |
| 44  | Trierer Straße                                                    | 300,1       | 5.069     | 1.689            | [ 17 ] |
| 45  | Gartenstadt                                                       | 312,8       | 7.448     | 2.381            | [ 17 ] |
| 46  | Werderau                                                          | 152,1       | 4.753     | 3.125            | [ 17 ] |
| 47  | Maiach                                                            | 502,8       | 1.187     | 236              | [ 17 ] |
| 48  | Katzwang, Reichelsdorf Ost, Reichelsdorfer Keller                 | 896,6       | 10.945    | 1.221            | [ 17 ] |
| 49  | Kornburg, Worzeldorf                                              | 1942,6      | 13.258    | 683              | [ 17 ] |
| 5   | Statistischer Stadtteil 5 Südwestliche Außenstadt                 | 1.561,76    | 47.164    | 3.020            | [ 16 ] |
| 50  | Hohe Marter                                                       | 167,8       | 7.248     | 4.319            | [ 17 ] |
| 51  | Röthenbach West                                                   | 152,1       | 8.687     | 5.711            | [ 18 ] |
| 52  | Röthenbach Ost                                                    | 212,2       | 12.305    | 5.799            | [ 18 ] |
| 53  | Eibach                                                            | 319,9       | 8.601     | 2.689            | [ 18 ] |
| 54  | Reichelsdorf                                                      | 239,5       | 7.878     | 3.289            | [ 18 ] |
| 55  | Krottenbach, Mühlhof                                              | 470,3       | 2.445     | 520              | [ 18 ] |
| 6   | Statistischer Stadtteil 6 Westliche Außenstadt                    | 1.175,86    | 32.500    | 2.764            | [ 16 ] |
| 60  | Großreuth bei Schweinau                                           | 252,2       | 6.567     | 2.604            | [ 18 ] |
| 61  | Gebersdorf                                                        | 227,4       | 4.321     | 1.900            | [ 18 ] |
| 62  | Gaismannshof                                                      | 204,0       | 5.884     | 2.884            | [ 18 ] |
| 63  | Höfen                                                             | 276,1       | 3.537     | 1.281            | [ 18 ] |
| 64  | Eberhardshof                                                      | 123,3       | 9.650     | 7.826            | [ 18 ] |
| 65  | Muggenhof                                                         | 92,8        | 2.541     | 2.738            | [ 18 ] |
| 7   | Statistischer Stadtteil 7 Nordwestliche Außenstadt                | 3.178,50    | 34.877    | 1.097            | [ 16 ] |
| 70  | Westfriedhof                                                      | 98,4        | 3.257     | 3.310            | [ 18 ] |
| 71  | Schniegling                                                       | 115,1       | 4.067     | 3.534            | [ 18 ] |
| 72  | Wetzendorf                                                        | 382,1       | 9.077     | 2.376            | [ 18 ] |
| 73  | Buch                                                              | 627,8       | 1.876     | 299              | [ 18 ] |
| 74  | Thon                                                              | 221,2       | 5.382     | 2.433            | [ 18 ] |
| 75  | Almoshof                                                          | 245,3       | 1.133     | 462              | [ 18 ] |
| 76  | Kraftshof                                                         | 239,3       | 808       | 338              | [ 18 ] |
| 77  | Neunhof                                                           | 402,8       | 1.646     | 409              | [ 18 ] |
| 78  | Boxdorf                                                           | 340,4       | 2.807     | 825              | [ 18 ] |
| 79  | Großgründlach                                                     | 506,1       | 4.655     | 920              | [ 18 ] |
| 8   | Statistischer Stadtteil 8 Nordöstliche Außenstadt                 | 1.682,06    | 29.162    | 1.734            | [ 16 ] |
| 80  | Schleifweg                                                        | 50,8        | 4.227     | 8.321            | [ 18 ] |
| 81  | Schoppershof                                                      | 90,7        | 8.669     | 9.558            | [ 18 ] |
| 82  | Schafhof                                                          | 274,6       | 2.045     | 745              | [ 18 ] |
| 83  | Marienberg                                                        | 229,1       | 4.138     | 1.806            | [ 18 ] |
| 84  | Ziegelstein                                                       | 194,6       | 5.663     | 2.910            | [ 18 ] |
| 85  | Mooshof                                                           | 162,3       | 2.169     | 1.336            | [ 18 ] |
| 86  | Buchenbühl                                                        | 314,0       | 2.251     | 717              | [ 18 ] |
| 87  | Flughafen                                                         | 365,9       | -         | -                | [ 18 ] |
| 9   | Statistischer Stadtteil 9 Östliche Außenstadt                     | 2.129,55    | 46.670    | 2.192            | [ 16 ] |
| 90  | St. Jobst                                                         | 183,2       | 9.607     | 5.244            | [ 18 ] |
| 91  | Erlenstegen                                                       | 343,6       | 3.992     | 1.162            | [ 18 ] |
| 92  | Mögeldorf                                                         | 171,3       | 5.566     | 3.251            | [ 18 ] |
| 93  | Schmausenbuckstraße                                               | 162,1       | 4.871     | 3.005            | [ 18 ] |
| 94  | Laufamholz                                                        | 259,1       | 8.582     | 3.212            | [ 18 ] |
| 95  | Zerzabelshof                                                      | 352,4       | 8.072     | 2.291            | [ 18 ] |
| 96  | Fischbach                                                         | 260,9       | 5.018     | 1.923            | [ 18 ] |
| 97  | Brunn                                                             | 396,9       | 962       | 242              | [ 18 ] |
|     | Nürnberg Gesamtstadt                                              | 18.654,80   | 535.886   | 2.873            | [ 18 ] |

1. ↑  Stand: 31.12.2019
2. ↑  Stand: 31.12.2019
3. ↑  Stand: 31.12.2019

## Bürgerversammlungsgebiete
In Nürnberg werden regelmäßig, im Abstand von circa zwei Jahren, Bürgerversammlungen durchgeführt, bei denen in einer Multimediaschau die Entwicklung des Gebiets und die aktuelle städtische Planung dargestellt werden, unter anderem anhand von statischen Zusammenfassungen. Für diese Versammlungen wurden 18 Bürgerversammlungsgebiete festgelegt, die sich an der Kleinräumigen Gliederung Nürnbergs ausrichten. Die meisten Statistischen Stadtbezirke gehören vollständig in ein Bürgerversammlungsgebiet. Es gibt aber auch Ausnahmen, in denen verschiedene Distrikte eines Bezirks zu unterschiedlichen Bürgerversammlungsgebieten zugeordnet wurden.
Die letzte Änderung dieser Gebiete erfolgte 2. Dezember 2002.

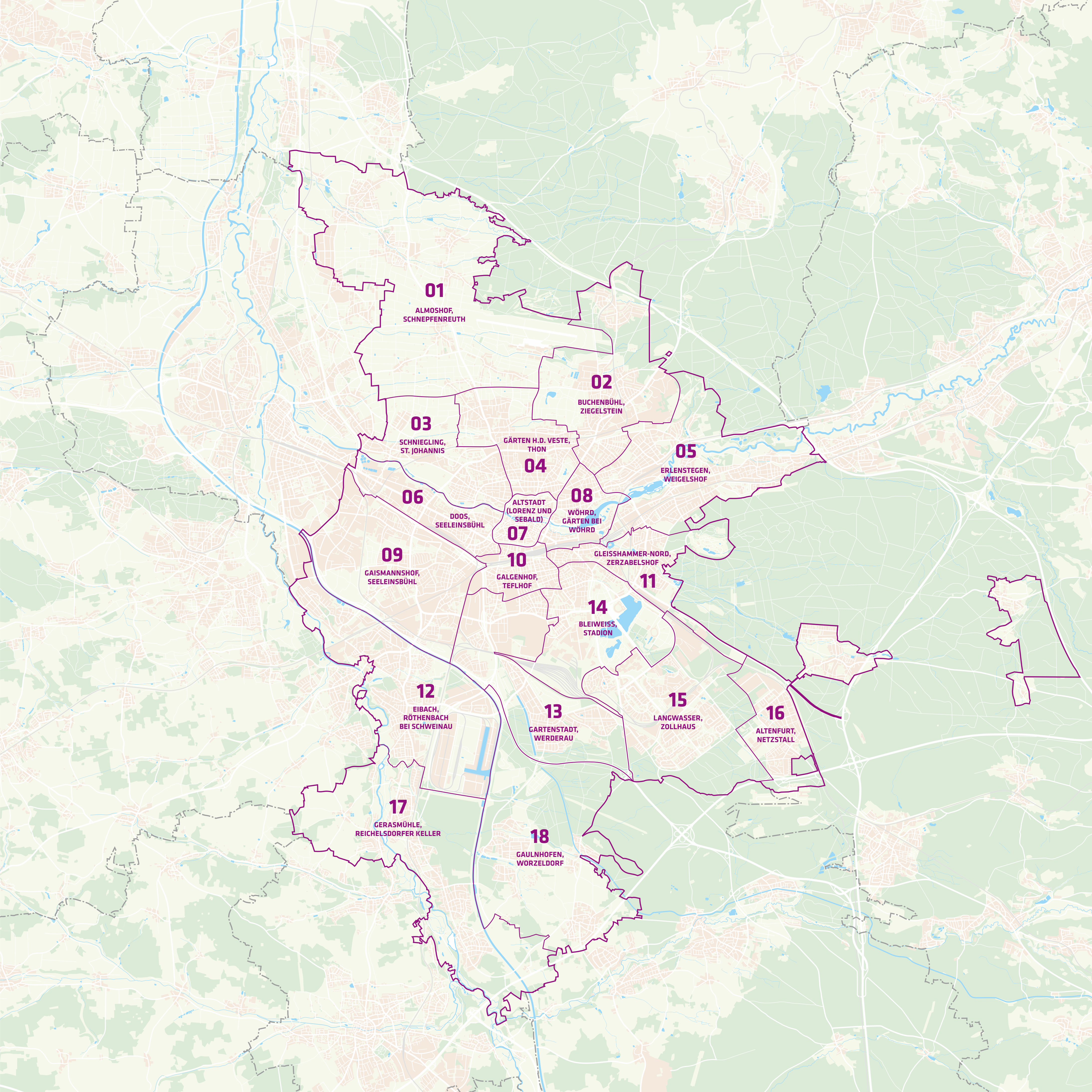
Bürgerversammlungsgebiete in Nürnberg

| Nr. | Bezeichnung                       | Bestandteile des Bürgerversammlungsgebiets | Fläche (ha) | Einwohner |        |
| --- | --------------------------------- | --- | ----------- | --------- | ------ |
| 01  | Almoshof, Schnepfenreuth          | Almoshof, Boxdorf, Buch, Flughafen, Großgründlach, Höfles, Kleingründlach, Kraftshof, Lohe, Neunhof, Reutles, Schmalau, Schnepfenreuth                     | 2728        | 12730     | [ 21 ] |
| 02  | Buchenbühl, Ziegelstein           | Buchenbühl, Herrnhütte, Klingenhof, Loher Moos, Marienberg, Nordostbahnhof, Schafhof, Schoppershof, Ziegelstein                                            | 1149        | 25529     | [ 22 ] |
| 03  | Schniegling, St. Johannis         | Kriegsopfersiedlung, Schniegling, St. Johannis, Wetzendorf                                                                                                 | 683         | 35487     | [ 23 ] |
| 04  | Gärten h.d.V., Thon               | Gärten h.d.V., Großreuth h.d.V., Kleinreuth h.d.V., Maxfeld, Nordbahnhof, Thon                                                                             | 610         | 42343     | [ 24 ] |
| 05  | Erlenstegen, Weigelshof           | Erlenstegen, Freiland, Hammer, Laufamholz, Mögeldorf, Oberbürg, Platnersberg, Rechenberg, Rehhof, Spitalhof, Steinplatte, St. Jobst, Unterbürg, Weigelshof | 1280        | 34894     | [ 25 ] |
| 06  | Doos, Seeleinsbühl                | Doos, Eberhardshof, Gostenhof, Kleinweidenmühle, Muggenhof, Rosenau, Seeleinsbühl                                                                          | 442         | 37399     | [ 26 ] |
| 07  | Altstadt (Lorenz und Sebald)      | Altstadt | 166         | 14592     | [ 27 ] |
| 08  | Gärten b. Wöhrd, Wöhrd            | Gärten b.Wöhrd, Gleißbühl, Rennweg, Tullnau, Veilhof, Wöhrd, Marienvorstadt                                                                                | 300         | 24601     | [ 28 ] |
| 09  | Gaismannshof, Sündersbühl         | Gaismannshof, Großreuth b.Schweinau, Höfen, Kleinreuth b.Schweinau, Leyh, Schweinau, St. Leonhard, Sündersbühl                                             | 1211        | 48019     | [ 29 ] |
| 10  | Galgenhof, Tafelhof               | Galgenhof, Lichtenhof, Steinbühl, Tafelhof | 254         | 36668     | [ 30 ] |
| 11  | Gleißhammer-Nord, Zerzabelshof    | Gleißhammer-Nord, Glockenhof, St. Peter, Weichselgarten, Zerzabelshof                                                                                      | 540         | 31138     | [ 31 ] |
| 12  | Eibach, Röthenbach b. Schweinau   | Eibach, Gebersdorf, Hafen, Maiach, Neuröthenbach, Röthenbach b.Schweinau                                                                                   | 1414        | 34649     | [ 32 ] |
| 13  | Gartenstadt, Werderau             | Gartenstadt, Gibitzenhof, Falkenheim, Ketteler-Siedlung, Rabus, Sandreuth, Werderau                                                                        | 1071        | 37435     | [ 33 ] |
| 14  | Bleiweiß, Stadion                 | Bleiweiß, Dutzendteich, Gleißhammer-Süd, Hasenbuck, Hummelstein, Rangierbahnhof, Stadion                                                                   | 914         | 26661     | [ 34 ] |
| 15  | Langwasser, Zollhaus              | Langwasser, Messezentrum, Neuselsbrunn, Rangierbahnhofsiedlung, Zollhaus                                                                                   | 1266        | 37792     | [ 35 ] |
| 16  | Altenfurt, Netzstall              | Altenfurt, Birnthon, Brunn, Fischbach, Moorenbrunn, Netzstall                                                                                              | 1078        | 15568     | [ 36 ] |
| 17  | Gerasmühle, Reichelsdorfer Keller | Gerasmühle, Greuth, Holzheim, Katzwang, Koppenhof, Krottenbach, Lohhof, Mühlhof, Neukatzwang, Reichelsdorf, Reichelsdorfer Keller                          | 1803        | 20737     | [ 37 ] |
| 18  | Gaulnhofen, Worzeldorf            | Gaulnhofen, Herpersdorf, Königshof, Kornburg, Pillenreuth, Steinbrüchlein, Weiherhaus, Worzeldorf                                                          | 1746        | 13285     | [ 38 ] |